# Kulturåret 1725

## Födda
- 2 april - Giacomo Casanova (död 1798), italiensk äventyrare och författare.
- 9 maj - Anders Nohrborg (död 1767), svensk hovpredikant och psalmförfattare
- 24 juli - John Newton (död 1807), engelsk sjökapten, slavskeppare och senare präst och sångförfattare.
- 18 december - Johann Salomo Semler (död 1791), tysk kyrkohistoriker och bibelvetare.
- okänt datum - Ernst Gottlieb Woltersdorf (död 1761), tysk psalmförfattare och kyrkoherde.

## Avlidna
- 6 januari - Chikamatsu Monzaemon (född 1653), japansk dramatiker och författare.
- 27 januari - Silvio Stampiglia (född 1664), italiensk librettist.
- 13 april - Jakob Arrhenius (född 1642), svensk historieprofessor och psalmförfattare.
- 29 juni - Arai Hakuseki (född 1657), japansk filosof, poet, konfucian och politiker.
- 24 oktober - Alessandro Scarlatti (född 1660), italiensk tonsättare.